# 津田真道

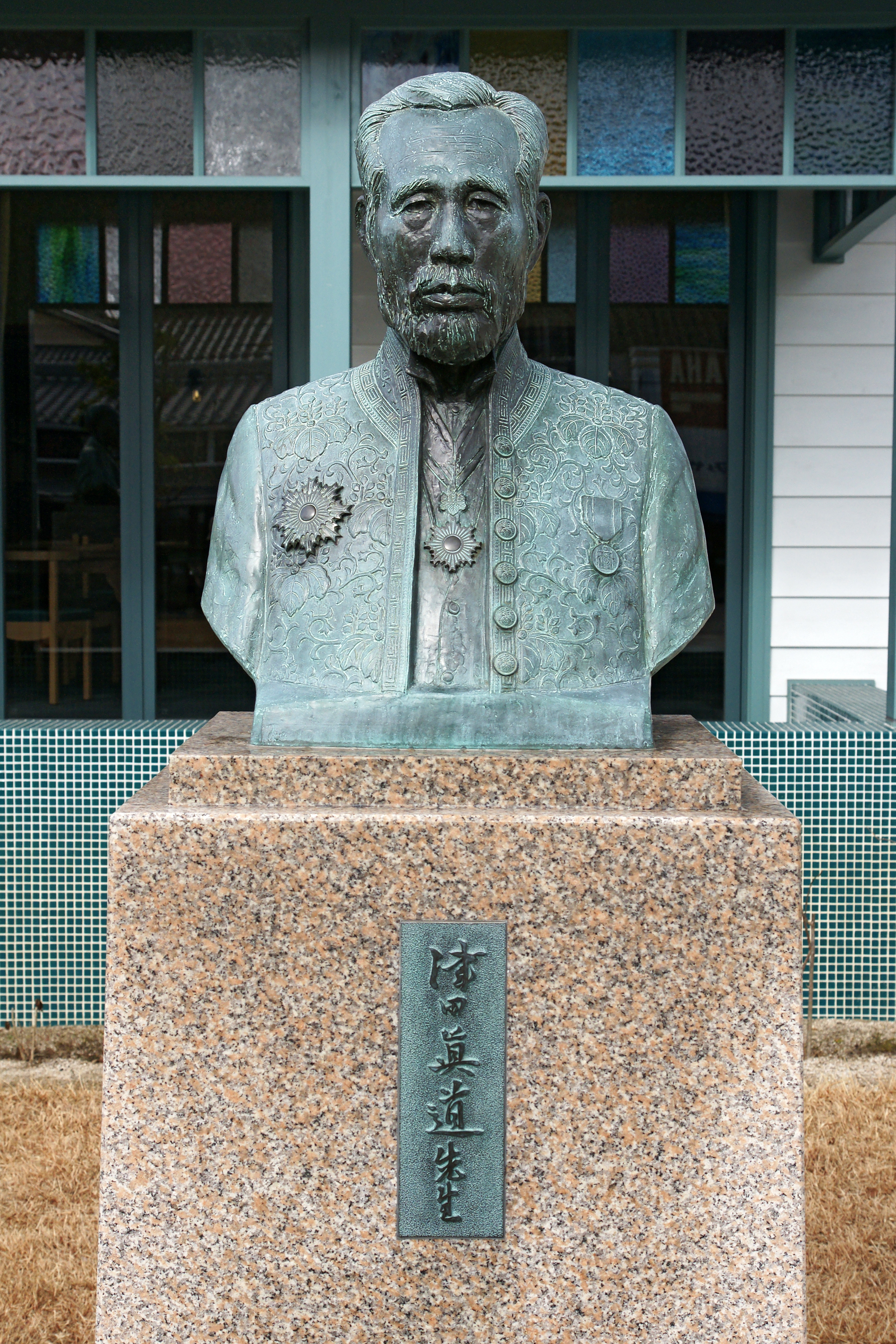
津山洋学資料館の津田真道像

津田 真道（つだ まみち、文政12年6月25日（1829年7月25日） - 明治36年（1903年）9月3日）は、日本の武士（幕臣）、官僚、政治家、啓蒙学者。福澤諭吉、森有礼、西周、中村正直、加藤弘之、西村茂樹らと明六社を結成。岡山県出身。

## 来歴
美作国津山藩上之町（現：岡山県津山市）の生まれ。幼名は喜久治。後に真一郎、行彦とも名乗った。嘉永3年（1850年）に江戸に出て箕作阮甫と伊東玄朴に蘭学を、佐久間象山に兵学を学ぶ。
藩籍を脱して苦学したが、安政4年（1857年）蕃書調所に雇用されて、文久2年（1862年）には西周とオランダに留学しライデン大学のシモン・フィッセリングに学ぶ。オランダ留学中の1864年（元治元年）にライデンのフリーメイソンリーの「ラ・ベルトゥ・ロッジ・ナンバー7」に入会している。4年後に帰国する。その講義録を慶応2年（1866年）に『泰西国法論』と題して訳出する。これは日本初の西洋法学の紹介となる。その後、幕府陸軍の騎兵差図役頭取を経て、目付に就任。大政奉還に際しては徳川家中心の憲法案を構想した（『日本国総制度』）。
明治維新後は新政府の司法省に出仕して『新律綱領』の編纂に参画。明治2年（1869年）、人身売買禁止を建議。明治4年（1871年）、外務権大丞となり日清修好条規提携に全権・伊達宗城の副使として清国へ行く。のち陸軍省で陸軍刑法を作成。さらに裁判官、元老院議官。明治6年（1873年）に明六社の結成に関わり、明治23年（1890年）には第1回衆議院議員総選挙に東京府第8区から立候補して当選、大成会に属して初代衆議院副議長に就任。同年10月20日、元老院が廃止され議官を非職となり錦鶏間祗候を仰せ付けられた。明治24年（1891年）12月17日に商法及び商法施行条例の一部施行に関する法律案の第三読会開催案が可否同数になると、衆議院副議長として日本政治史上初の国会の議長決裁を行い、消極的に決した（否決）。

明治29年（1896年）1月31日に貴族院議員に勅選されて、翌年には請われて京華中学校校長となる。男爵、法学博士。
1903年死去。

## 栄典
位階
- 1873年（明治6年）11月17日 - 従五位[7]
- 1885年（明治18年）10月1日 - 正四位[8]
- 1886年（明治19年）10月20日 - 従三位[9]
- 1894年（明治27年）5月21日 - 正三位[10]

勲章等
- 1888年（明治21年）5月29日 - 勲二等旭日重光章[11]
- 1889年（明治22年）11月25日 - 大日本帝国憲法発布記念章[12]
- 1900年（明治33年）5月9日 - 男爵[13]
- 1903年（明治36年）8月26日 - 勲一等瑞宝章[14]

## 親族
- 長男 津田弘道（貴族院男爵議員）[15]